# Luigi Arzuffi
Luigi Arzuffi (n. 2 august 1931, Bergamo, Italia – d. 12 februarie 1995, Bergamo, Italia) a fost un pictor și sculptor italian, fiul pictorului Pasquale Arzuffi⁠(d).

## Biografie
Născut în 1931, s-a înscris în 1947 la Accademia Carrara din Bergamo și a colaborat cu tatăl său la numeroase lucrări realizate în zona Bergamo.
După ce s-a căsătorit și-a deschis propriul atelier, dedicându-se în principal lucrărilor de frescă în clădirile de cult.
A activat și în alte locuri, pictând fresce în bisericile din Rezzoaglio, Salsominore din Piacenza, Hristos Încoronat în biserica parohială Vigliano d'Asti, Rimini (Visul lui Iacov în Biserica „Madonna della Scala”), Desenzano del Garda (Biserica Spitalului), Casaletto, Guardamiglio, Fombio, cupola din Albiate și Biserica parohială din Caselle Landi.

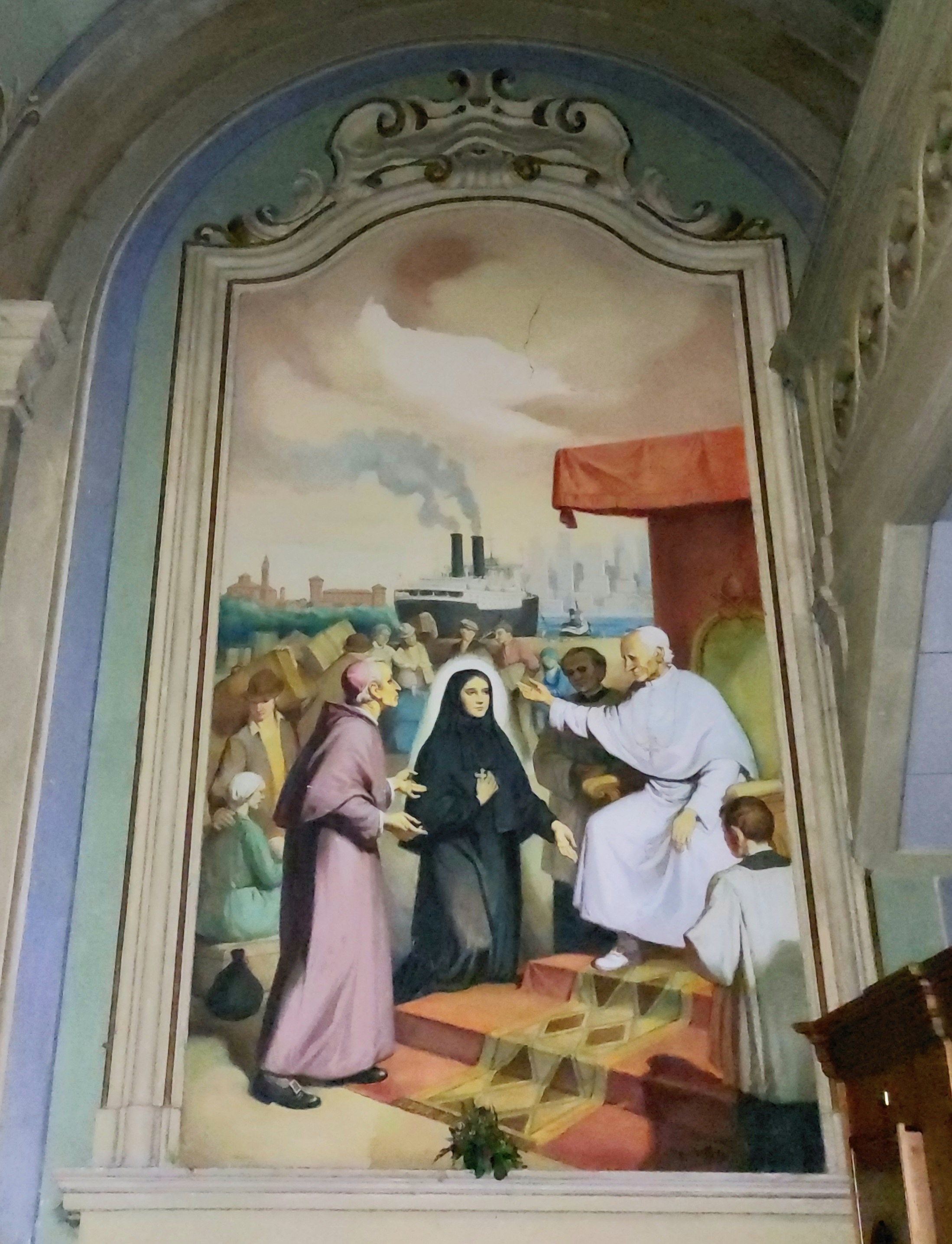
O frescă, opera lui Luigi Arzuffi, cu Sf. Francesca Saverio Cabrini, însoțită de episcopul Scalabrini, plecând în misiunea americană încredințată de papa Leon al XIII-lea (Biserica parohială Caselle Landi, 1984)

S-a ocupat și de restaurări, ca în cazul capelei aeroportului Orio al Serio. Tradiția artistică a familiei Arzuffi continuă cu fiul lui Luigi, Marcello. Arzuffi a murit în 1995 la Bergamo.